# غملول هوهناكيري
الغملول الهوهناكيري نوع نباتي يتبع جنس الغملول من الفصيلة الرصاصية.

## الموئل والانتشار
موطنه تركيا وأرمينيا.